# 条纹凤尾蕨
条纹凤尾蕨（学名：Pteris cadieri）为凤尾蕨科凤尾蕨属下的一个种。

## 扩展阅读
- 維基物種上的相關：条纹凤尾蕨